# Natale Gabriele Moriondo

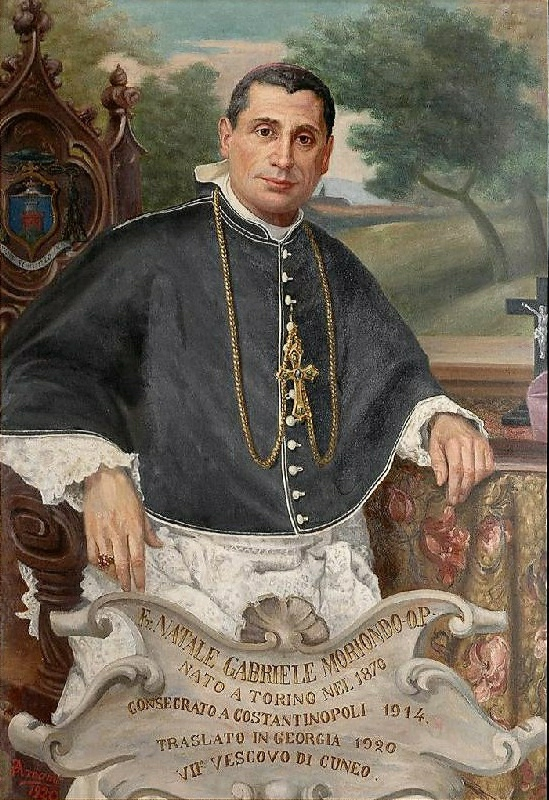
Natale Gabriele Moriondo

Natale Gabriele Moriondo OP, auch Gabriele Natale Moriondo, (* 17. Dezember 1870 in Turin; † 3. Januar 1946 in Racconigi) war ein italienischer römisch-katholischer Ordensgeistlicher.
Moriondo legte am 3. November 1888 Profess bei den Dominikanern ab und wurde am 5. August 1893 zum Priester geweiht. Papst Pius X. ernannte ihn am 25. Mai 1914 zum Bischof von Cuneo. Vincenzo Sardi di Rivisondoli, Apostolischer Vikar von Konstantinopel, weihte ihn am 29. Juni 1914 zum Bischof. Mitkonsekratoren waren Antonio Macrioniti, Bischof von Syros, und Cletus Vincent Pejov, Apostolischer Vikar von Sofia e Plovdiv. Am 27. September 1914 wurde er als Bischof von Cuneo inthronisiert. Am 28. Juni 1920 nahm Papst Benedikt XV. seinen Rücktritt an und ernannte ihn zum Titularbischof von Cidyessus. Anschließend wirkte er bis zur Ernennung zum Bischof von Caserta am 19. Mai 1922 durch Papst Pius XI. als Apostolischer Visitator im Kaukasus. Am 1. Juni 1943 nahm Papst Pius XII. seinen Rücktritt an und ernannte ihn zum Titularerzbischof von Sergiopolis.